# Judy Melick
Judith „Judy“ Ellen Melick (* 4. Juni 1954 in Summit, New Jersey) ist eine ehemalige Schwimmerin aus den Vereinigten Staaten.

## Karriere
Bei den Olympischen Spielen 1972 in München schwamm Judy Melick sowohl im Vorlauf als auch im Halbfinale über 100 Meter Brust die drittbeste Zeit. Im Finale siegte ihre Landsfrau Catherine Carr, Melick wurde Fünfte mit 0,61 Sekunden Rückstand auf die Drittplatzierte. Am Tag nach dem Finale wurde die 4-mal-100-Meter-Lagenstaffel ausgetragen. Susie Atwood, Judy Melick, Dana Shrader und Shirley Babashoff erreichten als Vorlaufschnellste mit 0,01 Sekunden Vorsprung vor der Staffel aus der DDR das Finale. Im Endlauf schwammen Melissa Belote, Catherine Carr, Deena Deardurff und Sandy Neilson in der Weltrekordzeit von 4:20,75 Minuten fast sieben Sekunden schneller als die Vorlaufstaffel und gewannen mit vier Sekunden Vorsprung die Goldmedaille. Schwimmerinnen, die nur im Staffelvorlauf eingesetzt worden waren, erhielten gemäß den bis einschließlich 1980 gültigen Regeln keine Medaillen.
Judy Melick hatte kurz vor ihrem Olympiastart die High School abgeschlossen. Sie studierte dann an der Rutgers University, die damals noch kein Schwimmteam für Frauen hatte, weshalb Melick zunächst mit den Männern trainierte. In ihrem Abschlussjahr 1976 war sie Kapitänin der Frauenmannschaft. Nach ihrer Graduierung wechselte Melick an die Harvard Medical School. Sie arbeitete später als Augenärztin in Philadelphia.